# Хатояма, Миюки
Миюки Хатояма (яп. 鳩山 幸, род. 28 июня 1943, Шанхай) — жена бывшего премьер-министра Японии Юкио Хатояма. Будучи первоначально по профессии актрисой, Хатояма также известна как стилист, дизайнер интерьеров и автор поваренной книги. Известна своими эксцентричными высказываниями.
В интервью 2009 года премьер-министр Юкио Хатояма приписал Миюки свой профессиональный успех и похвалил её энтузиазм. Хатояма указал, что Миюки будет играть необычно важную роль для жены японского премьер-министра во время его правления.

## Биография

### Ранние годы
Хатояма родилась 28 июня 1943 года в семье набожных протестантских родителей в Шанхае, Китай, когда город находился под японской оккупацией во время Второй мировой войны. Она выросла в японском городе Кобе.

### Карьера
Хатояма была актрисой в женском Takarazuka Revue в 1960-х годах. Она бросила труппу и свою сценическую карьеру, когда ей было около 20 лет, и переехала в США.
Хатояма является автором ряда кулинарных книг. Среди её книг — «Духовная пища», в которой основное внимание уделяется рецептам гавайской макробиотики. С тех пор она опубликовала ещё одну книгу под названием «Очень странные вещи, с которыми я столкнулась». В книге она утверждает: «Пока моё тело спало, я думаю, моя душа каталась на НЛО треугольной формы и отправлялась к Венере… Это было очень красивое место, и оно было очень зелёным». Она написала, что её бывший муж сказал ей, что это «вероятно, просто сон», но что Юкио «обязательно скажет: «О, это здорово»».

### Свадьба и семья
Миюки встретила своего будущего мужа Юкио Хатояму в Сан-Франциско, Калифорния, когда Юкио учился в Стэнфордском университете. Миюки и Юкио поженились в 1975 году, после того как Миюки развелась со своим предыдущим мужем, ресторатором. У пары есть сын, Киитиро, который учился в России на инженера-исследователя.

### Личная жизнь
Хатояма часто появляется в японских ток-шоу, обсуждая широкий круг тем, включая еду, религию и политику. Она перечислила в числе своих интересов сбор овощей, керамику и искусство создания витражей. Хатояма появилась на японском ток-шоу в рубашке, сделанной из кофейных мешков, которые она приобрела на Гавайях. В другом интервью она заявила, что знала Тома Круза в прошлом воплощении — когда он был японцем — и теперь с нетерпением ждёт возможности снять с ним голливудский фильм. «Я думаю, он понял бы это, если бы я сказала ему: «Давно не виделись», когда мы встретимся». Она также утверждала, что каждый день «ест солнце», чтобы набраться энергии, и что её «душа отправилась на Венеру, пока её «тело спало».
Страстная фанатка халлю, Хатояма часто упоминала о своей любви к корейской культуре, особенно к южнокорейской драме и кухне. Она даже заявила, что её моложавую внешность можно объяснить просмотром южнокорейской драмы, и утверждает, что каждый день ест с мужем кимчхи. Некоторые отметили, что её энтузиазм по поводу корейского языка помог улучшить отношения между Японией и Южной Кореей. Когда Хатояма посетила страну вместе с мужем с официальным государственным визитом в октябре 2009 года, она получила аплодисменты толпы, когда шла по улице в районе Сеула Инсадон.
Она работала главным стилистом и координатором имиджа своего мужа во время его политической карьеры и кампании во время всеобщих выборов 2009 года. Хатояма координирует одежду и обувь мужа, которую тот носит на публичных мероприятиях, и укладывает ему волосы.